# ヤエル・カスティグリオネ
ヤエル・カスティグリオネ（Yael Castiglione、女性、1985年9月27日 - ）は、アルゼンチンのバレーボール選手。ポジションはセッター。アルゼンチン代表。

## 来歴
ブエノスアイレス出身。2004年にBoca Juniorsへ入団しバレーボール選手としてのキャリアをスタートさせると、翌年にスペインリーグのCV Millenium Cermelに移籍した。2009年より代表チームの正セッターとして活躍し、同年の南米選手権で銀メダルを獲得し、自身もベストサーバー賞を受賞した。2011年、日本で開催されたワールドカップで三大大会に初出場した。
2013年のパンアメリカンカップで銅メダルを獲得し、ベストセッター賞を受賞した。2014年の世界選手権、2016年リオ五輪に出場した。

## 球歴
- オリンピック - 2016年
- 世界選手権 - 2014年
- ワールドカップ - 2011年、2015年
- ワールドグランプリ - 2011年、2012年、2013年、2014年、2015年、2016年

## 受賞歴
- 2009年 南米選手権 ベストサーバー賞
- 2013年 パンアメリカンカップ ベストセッター賞

## 所属クラブ
- Boca Juniors（2004-2005年）
- CV Millenium Cermel（2005-2006年）
- Volley Bellinzone（2006-2007年）
- Cecell Lleida（2007-2009年）
- Boca Juniors（2009-2010年）
- イトゥサチ・バクー（2010-2011年）
- CS Dinamo București（2011-2012年）
- SVS Post Schwechat（2012-2013年）
- Maranhão Vôlei（2013-2014年）
- Rio do Sul（2014-2015年）
- BKS Stal Bielsko-Biała（2015-2016年）
- MKS Dąbrowa Górnicza（2016-2017年）
- Vôlei Valinhos（2019-2020年）
- EC Pinheiros（2020-2021年）
- Arenal Emevé（2021-2022年）
- EC Pinheiros（2023年-）